# Podgrajsko podolje
Podgrajsko podolje ali Matarsko podolje je suha dolina, ki se vleče in polagoma zvišuje od Matarske rebri med  Materijo in Kozino proti jugovzhodu do Velike gmajne med Podgradom in Starodom. Na severu ga omejuje Brkinsko hribovje, na jugu Kraški rob, Slavnik in Čičarijsko hribovje. Občina Ilirska Bistrica, kateri pripada njegov vzhodni del (od Staroda do Hrušice) poseže na njegove obronke s Trstenikom (837 m).

## Nastanek
Podgrajsko suho dolino je oblikovala površinska reka, ki je tekla od Staroda čez Podgrad, Markovščino in Materijo ter nato naprej ali ob Rodiku proti Divači v Veliko vodo, ali čez Kozino in Bazovico v Nabrežinsko suho dolino. Verjetno so v večji meri prispevali vodni tokovi s Slavnika in Čičarije, ki so bili zaradi obilnejših padavin bolj vodnati, zato je obseg doline tako velik. Na obeh pobočjih doline, še posebno v hribovitih predelih med slepimi dolinami, so dobro vidne terase, ki jih je izdelala fluvialna bočna erozija v razdobjih postopnega zniževanja erozijske osnove. 
Dolina je lepo izoblikovana, njeno dno, ravno in obsežno, 2-3-4 km v širini, se nahaja v Hrpeljah pri Kozini na nadmorski višini okrog 500 - 520 m, pri Markovščini leži okrog 530 - 550 m visoko, pri Podgradu med 550 - 570 m in pri Starodu na nadmorski višini 670 - 680 m. Ravnina te suhe doline reže poševno nagnjene kredne in eocenske sklade, iz česar lahko sklepamo, da kamninska zgradba ni vplivala na izoblikovanje površja. 

## Geologija in geomorfologija
Podgrajsko podolje je najobsežnejši primer kontaktnega krasa v Sloveniji, to je ozemlja, kjer se stikajo fliši in apnenci. Brkinsko hribovje na njegovem severu je flišno ozemlje, torej sestavljeno iz nepropustnih kamnin. Iz njega pritekajo številni potoki, ki ob dosegu doline poniknejo in so v teku tisočletij izdolbli v apnencu podolja trinajst slepih dolin. Te slepe doline so s svojimi ponikvami izdolbene 40 - 80 m globoko v ravan suhe doline. V njih je precej prsti, ki so jo potoki prinesli s flišnega hribovja in zato skoraj ob vsaki od njih stoji vas. Voda je popolnoma razjedla vse podolje in ustvarila tipično kraško pokrajino. Na površini se vrstijo doline in vrtače, podzemlje pa je prepredeno z rovi, jamami in brezni.
Izpodjedanje tal Matarskega podolja sega daleč v preteklost, zato so jame številne, a večinoma globoko zakopane in težko dostopne, velikokrat samo s spustom vzdolž brezen. Raziskane in dostopne so predvsem sledeče jame: Dimnice, Martinska jama, Ponikve in Brinščica. Od mnogih slepih dolin so najlepše vidne Odolina (blizu istoimenske vasi) in Jezerina (med Gradiščem in Obrovom).